# Campament Byers
El Campament Byers és un campament i base estacional de caràcter internacional, però mantingut per la Base Antàrtica Joan Carles I d'Espanya. Està situat a la península Byers, illa Livingston, a les illes Shetland del Sud, Antàrtida. La zona va ser visitada pels primers caçadors de foques del segle xix.

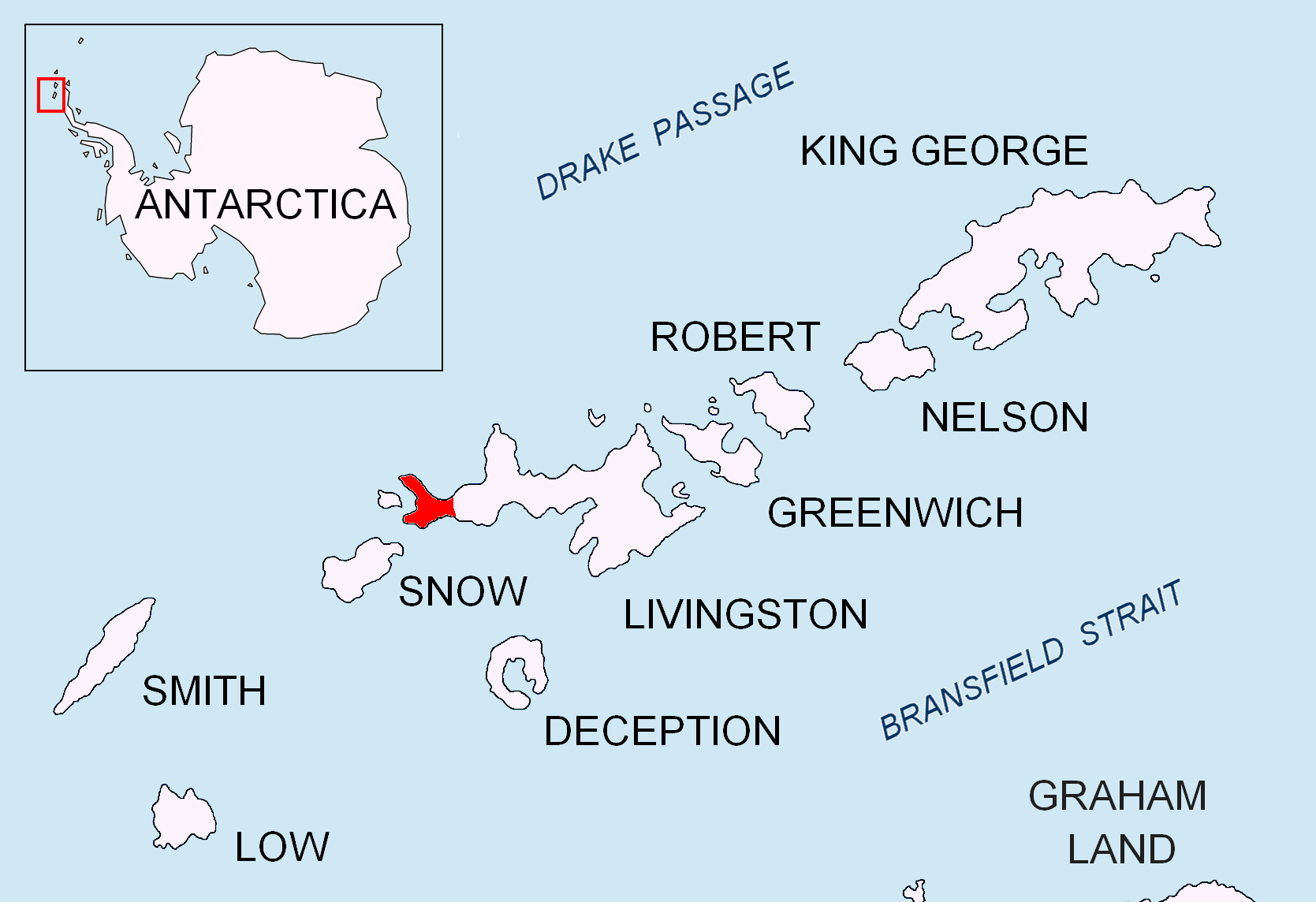
Ubicació de la península Byers, illa Livingston, a les illes Shetland del Sur.

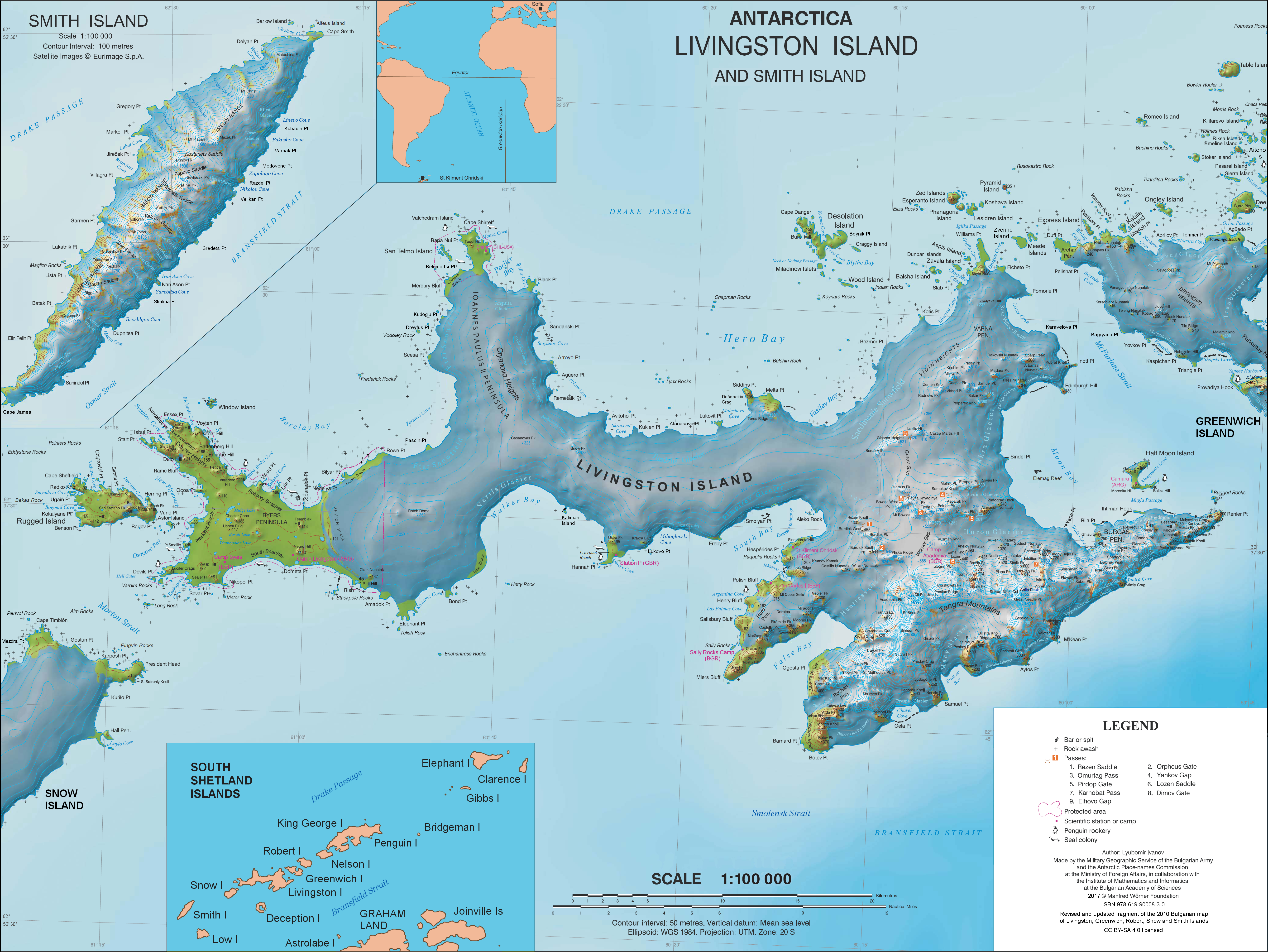
Mapa topogràfic de les illes Livingston i Smith.

El campament està situat a les platges South i que es troba a 1,2 km al nord-nord-oest del punt Nikopol, 1,04 km al nord-est del turó Sealer, 3,13 km al sud per l'oest de con Chester i 4,38 km a l'oest del punt Dometa (mapatge detallat en castellà de la zona en 1992, cartografia de Bulgària en 2005 i 2009).
Està format per 2 refugis tipus "igloo" de 6 m x 2 m que fan les funcions de cuina/menjador i laboratori.

## Mapes
- Península Byers, Isla Livingston. Mapa topográfico a escala 1:25000. Madrid: Servicio Geográfico del Ejército, 1992.
- L.L. Ivanov et al. Antártida: Isla Livingston y la Isla Greenwich, Islas Shetland del Sur. Mapa topogràfic a escala 1:100000. Sofia: Comissió de Topònims de l'Antàrtida de Bulgària, 2005.
- L.L. Ivanov. Antártida: Isla Livingston y Greenwich, Robert, Snow y las Islas Smith. Mapa topogràfic a escala 1:120000. Troyan: Manfred Wörner Foundation, 2009. ISBN 978-954-92032-6-4
- Antarctic Digital Database (ADD). Mapa topográfico a escala 1:250000. Comitè Científic per la Investigació a l'Antàrtida (SCAR), 1993-2016.